# タトワン駅
タトワン駅（トルコ語：Tatvan Garı）は、東アナトリア地方ビトリス県タトワンにある、トルコ国鉄（TCDD）の駅。ヨルサトゥ-タトワン線上の駅である。
1964年に開業。週2回ヴァン湖エクスプレスがアンカラまで、また毎日エラズー行きの列車が運行している。

## 隣の駅
トルコ国鉄
ヴァン湖エクスプレス、エラズー-タトワン間
ラホヴァ駅 - タトワン駅